# Puerto de Maguncia
El puerto de Maguncia (en alemán: Mainzer Hafen; oficialmente, Zoll- und Binnenhafen Mainz) es un puerto fluvial y aduanero de Alemania, que se encuentra al norte de la ciudad de Maguncia, Renania-Palatinado, en la orilla occidental del río Rin. Es uno de los principales puertos fluviales alemanes por su tonelaje 1 431 000 toneladas en 2006, detrás del puerto renano de Duisburg. Su enlace directo con el puerto de Róterdam a través del Rin comunica el mar con el corazón de una de las mayores regiones industriales de Europa. Además es parte del «Corredor Norte-Sur Róterdam-Génova».
El puerto afecta a cuatro barrios de la ciudad: Mombach con el puerto industrial, Maguncia-Ciudad Nueva con el de  portacontenedores, Maguncia-Ciudad Vieja (ciudad vieja) con la red de puertos de ocio y Maguncia-Weisenau con la Rheinreede (rada del Rin). Su localización actual es un espacio para una nueva área residencial al norte del Kaiserbrücke; por lo que se prevé su traslado más al norte.

## Historia
El puerto se estableció entre 1880 y 1887 aguas arriba de la confluencia de los ríos Rin y Meno, pero tiene una larga historia que se remonta a la Edad Media e incluso a la antigua Roma.
Durante el antiguo imperio romano Maguncia ('Mogontiacum' para los romanos) fue una importante ciudad fronteriza y capital regional que incluía un puerto comercial en el 'Dimesser Ort' (en la zona del actual puerto), y un puerto militar (en la zona de la ciudad antigua), desde el cual los navíos romanos patrullaban el Rin. Al retirarse los romanos hacia el año 407, cuando la ciudad fue saqueada, varios barcos fueron abandonados y sus restos se cubrieron de barro y tierra, hasta ser redescubiertos en 1981/1982 durante una obras de excavación, y se exhiben hoy en un museo.

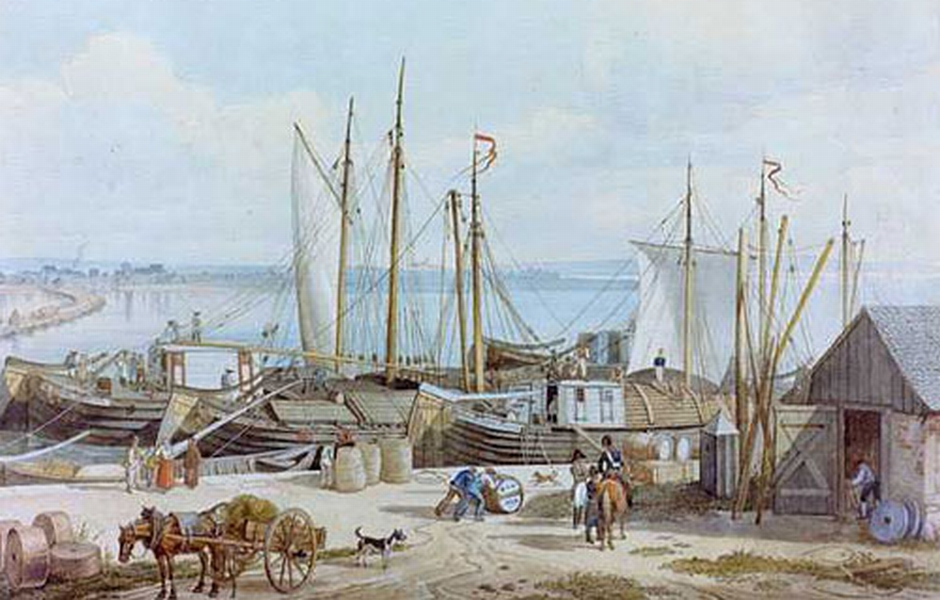
Embarcaciones en el siglo XIX

 Tras lo cual se redujo mucho el tamaño de la ciudad, pero en 1317 se convirtió en una ciudad de mercado y recibió el derecho de que cualquier barco mercante que navegase por el río debía desembarcar sus mercancías y ofrecerlas en venta durante tres días en la ciudad, pudiendo después continuar el viaje con lo no vendido. El comercio del vino ayudó también a mantener próspera la ciudad.
Durante 1860-1885, el Rin fue canalizado y dragado para convertirlo en una principal vía de comercio de la Europa que se industrializaba. En consecuencia se formaron dos áreas portuarias en la ciudad: el Winterhafen (puerto de invierno) al sur de la ciudad antigua  (justo al norte del Südbrücke), y un nuevo Zollhafen (puerto aduanero) al norte de la ciudad, donde el vijo puerto comercial romano. En su tiempo fue considerado uno de los más modernos puertos fluviales del mundo.

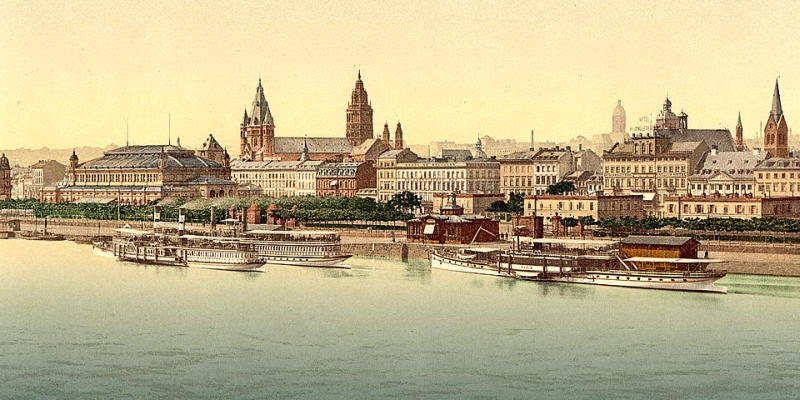
Embarcaciones de excursión a principios del siglo XX

Durante la Segunda Guerra Mundial el Zollhafen fue destruido en un 85% durante el Bombardeo de Maguncia. Sin embargo el puerto se recuperó rápidamente y hacia 1950 alcanzó su tonelaje anual pre-bélico con 740.497 toneladas, alcanzando el millón en 1952.